# Lesoma
Lesoma est une ville du Botswana.